# Шанге, Лебоганг
Лебоганг Шанге (англ. Lebogang Shange, род. 1 августа 1990) — южноафриканский легкоатлет, спортивный ходок. Чемпион Африки 2014 года, чемпион Африканских игр 2015 года, бронзовый призёр чемпионата Африки 2016 года и серебряный призёр чемпионата Африки 2018 года по спортивной ходьбе на 20 км.
Выступал на Олимпийских играх в Рио-де-Жанейро в 2016 году, где занял 44-е место в соревнованиях по ходьбе на 20 км. Личный рекорд — 4-е место на чемпионате мира 2017 года в Лондоне (ходьба на 20 км) и результат 1:19:18, который является национальным рекордом ЮАР в спортивной ходьбе. На чемпионате мира Шанге, будучи на отметке 10 км, проигрывал лидеру 25 секунд и занимал 20-е место; на второй половине дистанции он по чистому времени уступил только победителю, проиграв в итоге занявшему третье место бразильцу Кайо Бонфиму 14 секунд.

## Статистика выступлений
| Выступления за ЮАР | Выступления за ЮАР | Выступления за ЮАР | Выступления за ЮАР | Выступления за ЮАР | Выступления за ЮАР |
| ------------------ | ------------------ | ------------------ | ------------------ | ------------------ | ------------------ |
| 2012               | Кубок мира         | Саранск            | 76-е               | 20 км              | 1:30:05            |
| 2013               | Чемпионат мира     | Москва             | –                  | 20 км              | не финишировал     |
| 2014               | Кубок мира         | Тайцан             | 61-е               | 20 км              | 1:24:18            |
| 2014               | Чемпионат Африки   | Марракеш           | 1-е                | 20 км              | 1:26:58            |
| 2015               | Чемпионат мира     | Пекин              | 11-е               | 20 км              | 1:21:43            |
| 2015               | Африканские игры   | Браззавиль         | 1-е                | 20 км              | 1:26:43            |
| 2016               | Чемпионат Африки   | Дурбан             | 3-е                | 20 км              | 1:21:41            |
| 2016               | Олимпийские игры   | Рио-де-Жанейро     | 44-е               | 20 км              | 1:25:07            |
| 2018               | Игры Содружества   | Голд-Кост          | 9-е                | 20 км              | 1:23:27            |
| 2018               | Чемпионат Африки   | Асаба              | 2-е                | 20 км              | 1:25:25            |

## Скандалы
В 2019 году Шанге провалил допинг-тест: в его пробе был обнаружен анаболический стероид тренболон, используемый обычно в ветеринарии для стимулирования роста мышц у крупного рогатого скота. Хотя Шанге утверждал, что запрещённый препарат случайно оказался в мясе, которое входило в его рацион, в итоге он был дисквалифицирован на 4 года. В июне 2021 года он подал апелляцию на свою дисквалификацию, пытаясь добиться попадания в заявку сборной ЮАР на Олимпиаду в Токио, однако Спортивный арбитражный суд оставил дисквалификацию в стиле.
В 2019 году Шанге был арестован по обвинению в изнасиловании, которое он совершил в городе Эмбаленле в отношении уроженки города Соуэто. В апреле 2023 года суд южноафриканского города Эвандер признал его виновным в изнасиловании и приговорил к 10 годам и 6 месяцам лишения свободы.